# 国鉄タ1500形貨車
国鉄タ1500形貨車（こくてつタ1500がたかしゃ）は、かつて日本国有鉄道（国鉄）およびその前身である鉄道省等に在籍した私有貨車（タンク車）である。
本形式と同じ専用種別であるタ1600形についても本項目で解説する。

## タ1500形
タ1500形は、1928年（昭和3年）の車両称号規程改正により、1927年（昭和2年）1月28日に製造されたア2515形1両を改番し誕生した形式である。改番以降も増備は続き1932年（昭和7年）12月7日までに、7両（タ1501 - タ1507）が落成した。
落成時の所有者は日本硫黄（3両）、帝国硫黄工業（2両）、東洋硫黄工業、関西硫黄工業所、福井二硫化炭素の5社でありその常備駅は、安治川口駅、石山駅、堅田駅、森田駅であった。
本形式の他に二硫化炭素を専用種別とする形式は、タ1600形（5両、後述）、タム200形（105両）、タム5900形（19両）、タサ2200形（1両）、タキ5100形（34両）、タキ5150形（1両）、タキ10100形（24両）の7形式が存在した。
車体色は黒色、寸法関係は一例として全長は6,558 mm、全幅は2,160 mm、全高は3,463 mm、軸距は3,000 mm、実容積は9.5 m3 - 9.7 m3、自重は9.7 t - 10.8 t、換算両数は積車2.4、空車1.2、走り装置はシュー式の二軸車で、最高運転速度は65 km/hであった。
1968年（昭和43年）9月30日に最後まで在籍した4両（タ1500 - タ1502､タ1504）が廃車となり、同時に形式消滅となった。

## タ1600形
タ1600形は、二硫化炭素専用の10 t 積みタンク車として1929年（昭和4年）12月19日に新潟鐵工所にて1両（タ1600）が製作された。その後1931年（昭和6年）6月3日から1956年（昭和31年）5月19日にかけて4両（タ1601 - タ1604）が新製又はタム300形及びタム400形より改造され本形式に編入された。
落成時の所有者は福井二硫化炭素、旭絹織（2両）、昭和硫炭、日東紡績の4社でありその常備駅は、森田駅、石山駅、曽根駅、郡山駅であった。
車体色は黒色、寸法関係は一例として全長は6,100 mm、全幅は2,160 mm、全高は3,406 mm、軸距は3,000 mm、実容積は7.9 m3 - 8.3 m3、自重は10.9 t - 11.1 t、換算両数は積車2.0、空車1.0、走り装置はシュー式の二軸車で、最高運転速度は65 km/hであった。
1968年（昭和43年）9月30日に最後まで在籍した2両（タ1600､タ1604）が廃車となり、同時に形式消滅となった。